# Brøndby IF
A Brøndby IF, teljes nevén Brøndby Idrætsforeing egy dán labdarúgócsapat. A klubot 1964-ben alapították, jelenleg az első osztályban szerepelnek. Székhelye Brøndby városa. Jelenleg tízszeres bajnok, emellett a kupát is megnyerte már hatszor. Az FC Københavnnel már régóta rivalizál, a két csapat meccsét New Firmnek hívják.

## Története
A Brøndby IF 1964-ben kezdte meg amatőr csapatként működését. A klub a 11 dán osztály közül a hatodikban indult, ahol az első két évében negyedik helyet ért el.A korai évek meghatározó játékosa Per Bjerregaard csapatkapitány volt, aki egy Koppenhágából érkező orvos volt. 1967ben a klub leigazolta Leif Andersen edzőt.

## Stadion
A Brøndby Stadion 1965-ben épült, 29.000 fő befogadására alkalmas. 

## Jelenlegi keret
Mint minden nagyobb dán csapatnak, a Brøndbynek is van egy tartalékcsapata, amely a dán másodosztályban indul.
2021. február 1. szerint.

### Első csapat
| #  |     | Poszt | Név                 |
| -- | --- | ----- | ------------------- |
| 1  | GER | K     | Marvin Schwäbe      |
| 3  | GER | V     | Anthony Jung        |
| 4  | NOR | V     | Sigurd Rosted       |
| 5  | DEN | V     | Andreas Maxsø ()    |
| 6  | ISL | V     | Hjörtur Hermannsson |
| 7  | DNK | KP    | Rezan Corlu         |
| 9  | SRB | CS    | Andrija Pavlović    |
| 11 | DNK | CS    | Mikael Uhre         |
| 12 | DNK | V     | Michael Lumb        |
| 14 | DNK | V     | Kevin Mensah        |
| 15 | PAR | V     | Blas Riveros        |
| 16 | DNK | K     | Michael Tørnes      |
| 17 | DNK | V     | Andreas Bruus       |

| #  |     | Poszt | Név               |
| -- | --- | ----- | ----------------- |
| 18 | DNK | KP    | Jesper Lindstrøm  |
| 19 | DNK | KP    | Morten Frendrup   |
| 20 | SWE | KP    | Oskar Fallenius   |
| 21 | DNK | KP    | Lasse Vigen       |
| 22 | CRO | KP    | Josip Radošević   |
| 24 | DNK | V     | Joel Kabongo      |
| 25 | TUN | KP    | Ánísz Ben Szlímán |
| 27 | SWE | CS    | Simon Hedlund     |
| 29 | DNK | KP    | Peter Bjur        |
| 30 | DNK | K     | Mads Hermansen    |
| 40 | DEN | K     | Jonathan Ægidius  |
| 42 | NOR | KP    | Tobias Børkeeiet  |

### Kölcsönben
| # |     | Poszt | Név                                                   |
| - | --- | ----- | ----------------------------------------------------- |
| — | DNK | V     | Anton Skipper (kölcsönben a Hobro csapatánál)         |
| — | DEN | V     | Jens Martin Gammelby (kölcsönben a Lyngby csapatánál) |

| # |     | Poszt | Név                                          |
| - | --- | ----- | -------------------------------------------- |
| — | CRO | CS    | Ante Erceg (kölcsönben az Osijek csapatánál) |

### A tartalékcsapat
| # |     | Poszt | Név                     |
| - | --- | ----- | ----------------------- |
|   | DNK | K     | Andreas Larsen          |
|   | DNK | K     | Kasper Vilfort          |
|   | DNK | V     | Michael Andersen        |
|   | DNK | V     | Christian Jørgensen     |
|   | DNK | V     | Kasper Lisdorff         |
|   | DNK | V     | Mads Lund Brandis       |
|   | DNK | V     | Christian Möller        |
|   | DNK | V     | Nicolai Møller Boilesen |
|   | DNK | V     | Mads R. Pedersen        |
|   | DNK | V     | Philip Pedersen         |
|   | DNK | V     | Mathias Reimer Larsen   |
|   | DNK | V     | Daniel Stenderup        |
|   | DNK | V     | Kristian Strunch        |
|   | DNK | KP    | Jesper Christjansen     |
|   | TUR | KP    | Azad Corlu              |

| #  |         | Poszt | Név                  |
| -- | ------- | ----- | -------------------- |
| 35 | DNK     | KP    | Mark Leth Petersen   |
|    | DNK     | KP    | Jonas Lorentzen      |
|    | DNK     | KP    | Rune Poulsen         |
|    | DNK     | KP    | Kristoffer Munksgård |
|    | CRO     | KP    | Danijel Novovic      |
|    | DNK     | KP    | Jens Stryger Larsen  |
|    | DNK     | KP    | Mark Sundstrup       |
|    | DNK     | KP    | Jannich Thrane       |
|    | DNK     | KP    | Mikkel Vilfort       |
|    | Marokkó | CS    | Osama Akharraz       |
|    | DNK     | CS    | Tobias Hansen        |
| 37 | DNK     | CS    | Mustafa Hassan       |
| 36 | DNK     | CS    | Patrick Mortensen    |
|    | DNK     | CS    | Rasmus Vibe          |

## Ismertebb játékosok

### Az év játékosai
1980 óta minden évben megválasztják csapaton belül az évad legjobb játékosát. A jelenleg is aktív labdarúgók félkövérrel szerepelnek.
| - 1980 Brian Chrøis - 1981 Ole Østergaard - 1982 Michael Laudrup - 1983 John Widell - 1984 Bjarne Jensen - 1985 Claus Nielsen - 1986 Ole Madsen - 1987 Lars Olsen - 1988 Bjarne Jensen (2) - 1989 Henrik Jensen - 1990 Peter Schmeichel - 1991 Kim Vilfort - 1992 Uche Okechukwu - 1993 Jes Høgh - 1994 Ole Bjur - 1995 Allan Nielsen - 1996 Søren Colding - 1997 Ebbe Sand - 1998 Kim Daugaard - 1999 Mogens Krogh | - 2000 Dan Anton Johansen - 2001 Krister Nordin - 2002 Aurelijus Skarbalius - 2003 Per Nielsen - 2004 Martin Retov - 2005 Johan Elmander - 2006 Per Nielsen (2) - 2007 Mark Howard - 2008 Thomas Rasmussen - 2009 Stephan Andersen - 2010 Michael Krohn-Dehli - 2011 Michael Krohn-Dehli (2) - 2012 Mike Jensen |

### Dicsőségfal

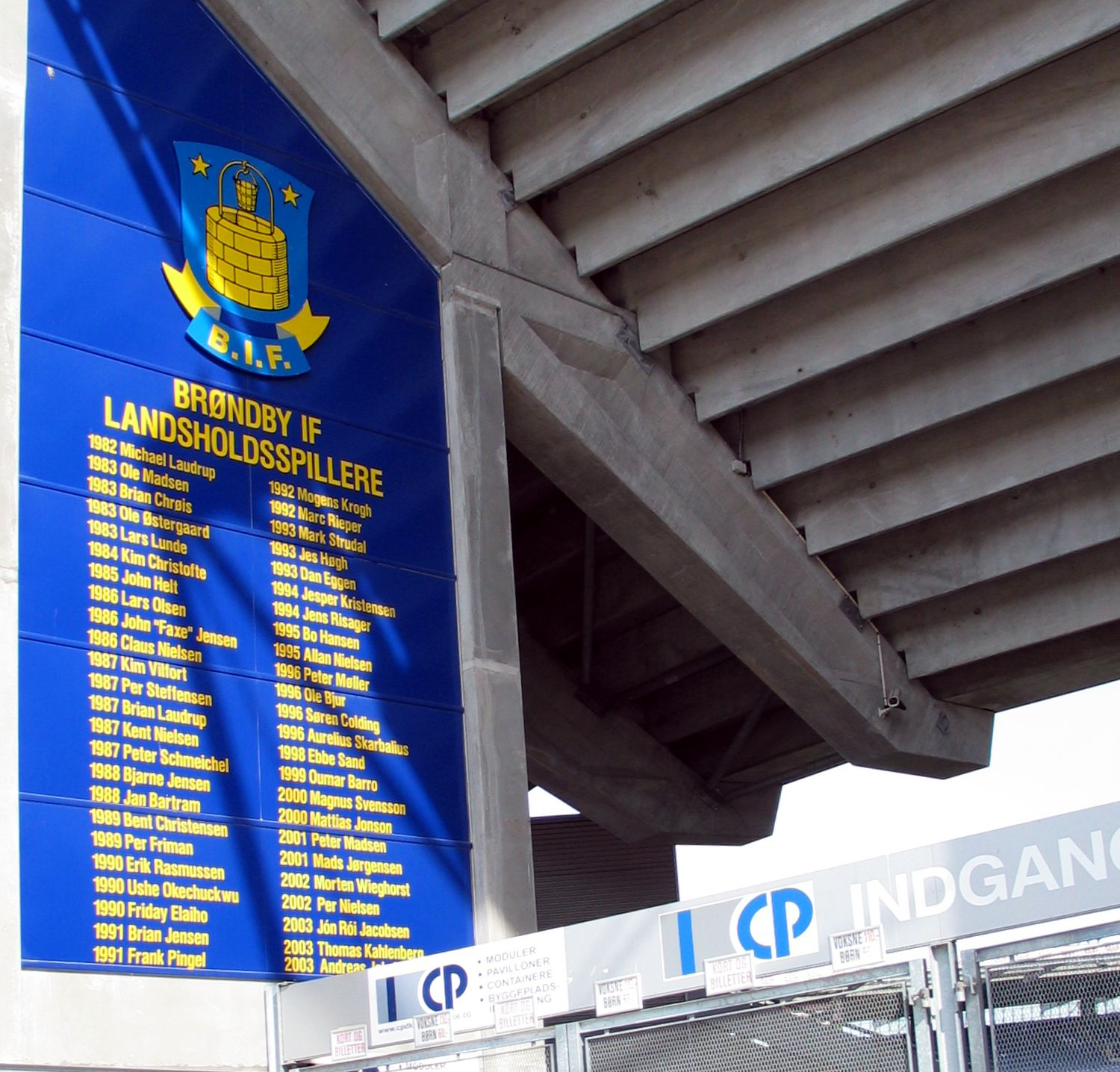
A dicsőségfal

Amióta Michael Laudrup 1982-ben a csapat színeiben bemutatkozott a válogatottban, több, mint 50 játékos került fel a klub dicsőségfalára, válogatottban való bemutatkozásuk évében.
- 1980-as évek: Michael Laudrup (1982), Ole Madsen (1983), Brian Chrøis (1983), Ole Østergaard (1983), Lars Lunde (1983), Kim Christofte (1984), John Helt (1985), Lars Olsen (1986), John "Faxe" Jensen (1986), Claus Nielsen (1986), Kim Vilfort (1987), Per Steffensen (1987), Brian Laudrup (1987), Kent Nielsen (1987), Peter Schmeichel (1987), Bjarne Jensen (1988), Jan Bartram (1988), Bent Christensen (1989), Per Frimann (1989)
- 1990-es évek: Erik Rasmussen (1990), Ushe Okechuckwu (1990), Friday Eliaho (1990), Brian Jensen (1991), Frank Pingel (1991), Mogens Krogh (1992), Marc Rieper (1992), Mark Strudal (1993), Jes Høgh (1993), Dan Eggen (1993), Jesper Kristensen (1994), Jens Risager (1994), Bo Hansen (1995), Allan Nielsen (1995), Peter Møller (1996), Ole Bjur (1996), Søren Colding (1996), Auri Skarbalius (1996), Ebbe Sand (1998), Oumar Barro (1999)
- 2000-es évek: Magnus Svensson (2000), Mattias Jonson (2000), Peter Madsen (2001), Mads Jørgensen (2001), Morten Wieghorst (2002), Per Nielsen (2002), Jón Rói Jacobsen (2003), Thomas Kahlenberg (2003), Andreas Jakobsson (2003), Karim Zaza (2004), Asbjørn Sennels (2004), Martin Retov (2004), Morten Skoubo (2004), Johan Elmander (2004), Daniel Agger (2005), Hannes Sigurðsson (2006), Martin Ericsson (2006), Chris Katongo (2007), Stefán Gíslason (2007), Samuel Holmén (2008), Thomas Rasmussen (2008), Anders Randrup (2008), David Williams (2008), Max von Schlebrügge (2008), Stephan Andersen (2008), Ousman Jallow (2008), Michael Krohn-Dehli (2008), Morten Rasmussen (2008)

## Vezetőedzők
- 1960-as évek: Egon Knudsen (1964), Leif Andersen (1967), Ib Jensen (1969)
- 1970-es évek: John Sinding (1970), Mogens Johansen (1972), Finn Laudrup (1973), Kaj Møller (1974), John Sinding (1975), Jørgen Hvidemose (1977)
- 1980-as évek: Tom Køhlert (1980), Ebbe Skovdahl (1986), Birger Peitersen (1987), Ebbe Skovdahl (1988)
- 1990-es évek: Morten Olsen (1990), Ebbe Skovdahl (1992), Tom Køhlert (1999, megbízott)
- 2000-es évek: Åge Hareide (2000), Tom Køhlert (2002, megbízott), Michael Laudrup (2002), René Meulensteen (2006), Tom Køhlert (2007), Kent Nielsen (2009), Henrik Jensen (2010)
- 2010-es évek: Aurelijus Skarbalius (2011), Thomas Frank (2013), Alexander Zorniger (2016), Martin Retov (2019, megbízott), Niels Frederiksen (2019)

## Sikerek
- Bajnokság:
  - Győztes (11): 1985, 1987, 1988, 1990, 1991, 1995-96, 1996-97, 1997-98, 2001-02, 2004-05, 2020-21
  - Második (11): 1986, 1989, 1994-95, 1998-99, 1999-2000, 2000-01, 2002-03, 2003-04, 2005-06, 2016-17, 2017-18
- Kupa
  - Győztes (7): 1988-89, 1993-94, 1997-98, 2002-03, 2004-05, 2007-08, 2017-18
  - Döntős (4): 1987-88, 1995-96, 2016-17, 2018-19
- Ligakupa
  - Győztes (3): 1984, 2005, 2006
- Szuperkupa
  - Győztes (4 ): 1994, 1996, 1997, 2002
- BEK/BL (6 részvétel)
  - Negyeddöntő: 1986-1987
  - Group stage: 1998-99
- UEFA-kupa (12 részvétel)
  - Elődöntő: 1991
- Royal League (3 részvétel)
  - Győztes: 2006-07